# Emődy Dániel
Emődy Dániel (Alsófüged, 1819. november 13. – Sárospatak, 1891. április 13.) jogakadémiai tanár.

## Élete
Emődy István sárospataki gimnáziumi tanár és Csáji Sára (Csáji Márton tiszáninneni református püspök unokája) fia volt. Korán árvaságra jutván, édesanyjával együtt Szikszóra költözött, hol alsóbb iskoláit járta; egy évet Remetén töltött. 1836. november 1. a felsőbb tanulmányok hallgatása végett Debrecenbe ment; akadémiai pályáját 1841-ben végezte s még azon év végén Tisza Lajos házához ment, László, Kálmán és Lajos fiai mellé nevelőül három évre 300 aranyforint évi fizetéssel.
1843-ban otthagyta állását és Pestre költözött, hol 1846. december 19.-én a királyi táblán ügyvédnek esküdött föl. 1848 márciusában tevékeny részt vett Jókai Mórral s Petőfi Sándorral a pesti márciusi ifjak mozgalmaiban. 1848. április 27.-én Klauzál Gábor földművelési miniszter fogalmazónak nevezte ki 800 aranyforint évi fizetéssel. Mint minisztériumi hivatalnokot és nemzetőrt Kossuth Lajos a Dembinszky Henrik által megszállott és a harcszinterét képező vidékre küldte a népfelkelés szervezésére; itt volt 1849. áprilisig, midőn Pestre visszatért és a 8. honvéd-zászlóaljhoz, hova előbb már hadnagyi ranggal kineveztetett, akart belépni; azonban Kossuth Beöthy Ödönhöz küldte Nagyváradra, kivel aztán Brassóba ment, honnét júniusban Bukarestbe kellett volna menniük követségbe, de a román kormány kijelentette, hogy a forradalmi kormánnyal nem akar érintkezésbe lépni, ezért visszatértek és ő Debrecenbe ment; fizetésén felül egy arany napi díja járt volna, de ezen díjakat sem Beöthy sem ő nem vette föl. Ismét Pestre ment, hogy zászlóaljába lépjen, de Szemere Bertalan a hivatalos lap szerkesztését bízta rá.
A szabadságharc után mint kompromittált egyén elvesztette ügyvédi diplomáját, melyet azonban 1852. szeptember 27.-én visszakapott, emellett a fővárosban irodalommal is foglalkozott. 1863 szeptemberében Sárospatakra költözködött, hol a református főiskolában a magyar magánjog tanszékére választották. Mint tanár irodalmi összeköttetéseit megszüntette és egyedül tanári kötelességének élt. 1853-ban lépett először házasságra Gömbös Krisztinával (korábban Vidos Viktorné), aki 1854-ben meghalt; második neje 1863-ban Kovácsy Vilma lett; elsőtől Béla törvényszéki bíró, másodiktól egy fiú- és két leánygyermeke születtek. Latinul, németül, franciául, angolul olvasott és beszélt.

## Munkái
1. Székfoglaló beszéd. Sáros-patak, 1864. (Különnyomat a Sárospataki Füzetekből.)
2. A magyar magánjog tankönyve. Uo. 1892. Két kötet. (Kiadta fia Emődy Béla törvényszéki biró. Ism. P. Napló 83. sz.)

Egy pár verse jelent meg az Életképekben és a P. Divatlapban (1845.); ez időtől 1848-ig a Csengery Antal által szerkesztett Pesti Hirlap belmunkatársai közé tartozott és jelentéseket írt Pest megye közgyűléseiről; Pákh Albert megbetegedése után a fővárosi újdonságok rovatát vezette; 1848-ban egyéb cikkeket is írt a lapba a napirenden levő kérdésekről, de valamennyit névtelenül vagy E. betűvel jegyezve. 1849. július 1-jétől augusztus 11-ig felelős szerkesztője volt a hivatalos Közlönynek, de ebben neve alatt a programon kívül más nem jelent meg. 1856–57-ben a dr. Szabó Alajos által kiadott Magyar Néplapban vezette a külpolitikai rovatot. 1857–63-ig belmunkatársa volt a Pesti Naplónak, melybe 1859-től fogva, főként az 1860–61-es mozgalmasabb időben olykor vezércikket is írt, néha „egy falusi politikus” álnév vagy X (1861. máj. 16. sz.) és *** aláírással, máskor minden aláírás nélkül; ugyanebbe a lapba írt könyv- és színműbírálatokat is E. D., vagy -ő- aláírással és névtelenül. A Pákh Albert által szerkesztett Ujabbkori Ismeretek Tárában is van nehány cikke: Francziaország Lajos Fülöp alatt, Halálbüntetés sat. E. jegy alatt. Emlékbeszéde Erdélyi János felett a Sárospataki Füzetekben (XIII. 1869.) jelent meg. 1884-ben Hegedűs László felett tartott emlékbeszédet, mely megjelent a sárospataki főiskola Értesítőjében (1884.) Erdélyi János Egyetemes irodalomtörténetének utolsó részét, Erdélyi jegyzeteiből és kézirataiból ő szerkesztette össze s a kiadás gondját is ő vitte.